# 김유선
김유선(1984년 9월 15일 ~ )은 대한민국의 트로트 가수다. 2020년 1집 앨범 [첫눈/내사랑/뒤늦은 후회]로 데뷔했다.

## 방송
- 전국노래자랑 (2019) - 남구편 최우수상, 연말결선 장려상
- 내일은 미스트롯 (2019) - Top26

## 음반
- 널 그리다 (2020)
- 김유선 1집 (첫눈/내사랑/뒤늦은 후회) (2020)
- 안나오면 쳐들어간다 (2021)
- 김유선 2집 6곡(2024.12.10)
- 1.꽃이피면 올께요.
- 2.아이 러브 유
- 3.어미
- 4.돌려라  나의 슬픈 술잔을
- 5.엄마 사위
- 6.억새 바람

## 수상
- 2019년 현인가요제 장려상
- 2018년 명지 전어축제가요제 대상
- 2018년 제2회 대구서문시장가요제 연말결선 대상
- 2018년 진해루가요제 대상
- 2018년 송도고등어축제가요제 금상
- 2018년 부산 해양가요제 금상
- 2018년 춘천소양강처녀가요제 금상
- 2018년 창원가요제 금상
- 2018년 포항과메기가요제 금상
- 2016년 구포나루가요제 금상
- 2016년 화명가요제 대상
- 2016년 와석골가요제 대상